# نویلینگن (زاکسونی)-آنهالت
نویلینگن (زاکسونی)-آنهالت (به آلمانی: Neulingen) یک منطقهٔ مسکونی در آلمان است که در ارندزی واقع شده‌است. نویلینگن ۸۶ نفر جمعیت دارد.